# 나루토 비첩
《나루토 비첩》(일본어: 鳴門秘帖 나루토 비첩 [*])은 1977년 5월 6일부터 1978년 3월 17일까지 일본 NHK에서 매주 화요일 밤 8시부터 8시 50분까지 방송된 사극이다. 사극 작가의 요시카와 에이지 소설을 영상화 한 것이다. 타무라 마사카즈의 대표작의 하나가되었다.

## 출연
- 타무라 마사카즈
- 하라다 미에코
- 카도노 타쿠조

NHK 목요일 시대극